# Modelo Estándar extendido
Modelo Estándar Extendido (SME por las siglas de su nombre en inglés, Standard-Model_Extension) es una teoría de campos efectiva que contiene al Modelo Estándar, la Relatividad General y todos los posibles operadores que rompen la simetría de Lorentz. Violaciones de esta fundamental simetría pueden ser estudiadas dentro de esta estructura teórica. Cualquier violación de la simetría CPT implica el rompimiento de la simetría de Lorentz y el SME incluye operadores que violan la simetría CPT así como también operadores que la preservan.

## Desarrollo
En 1989, Alan Kostelecky y Stuart Samuel demostraron que interacciones en teoría de cuerdas podrían conducir al rompimiento espontáneo de la simetría de Lorentz.
Estudios posteriores han mostrado que no sólo las cuerdas sino que teoría cuántica de lazos, teorías de campo no conmutativas, escenarios de mundos-brana, y modelos de dinámica aleatoria también implican el rompimiento de la simetría de Lorentz. El interés en violaciones a la simetría de Lorentz ha crecido rápidamente en las últimas décadas debido a que puede emerger en estas y otras candidatas a teorías de gravedad cuántica. Durante principios de los 90 fue demostrado en el contexto de cuerdas bosónicas y supercuerdas que las interacciones de las cuerdas podrían también romper espontáneamente la simetría CPT. Este trabajo
sugiere que experimentos con interferometría de kaones sería muy favorable para buscar posibles señales de violaciones de CPT debido a la alta sensibilidad de este tipo de experimentos.
El SME fue concebido para facilitar investigaciones experimentales de la simetría de Lorentz y CPT, dada la motivación teórica para violaciones de estas simetrías. Uno de los pasos iniciales, en 1995, fue la introducción de interacciones efectivas.
Aunque las rupturas de la simetría de Lorentz son motivadas por estructuras como teoría de cuerdas, la acción efectiva a bajas energías que aparece en el SME es independiente de la teoría subyacente. Cada término en la teoría efectiva involucra el valor de expectación de un campo tensorial en la teoría subyacente. Estos coeficientes son pequeños ya que son suprimidos por la escala de Planck y en principio son experimentalmente medibles. El primer caso considerado es la mezcla de mesones neutros, ya que su naturaleza interferométrica los hace altamente sensibles a efectos suprimidos.
En 1997 y 1998, dos publicaciones por Don Colladay y Alan Kostelecky dieron origen a la versión mínima del SME en espaciotiempo plano.  
Esto proporcionó un marco teórico para violaciones de la simetría de Lorentz a lo largo de todo el espectro del modelo estándar y proporcionó información acerca del tipo de señales para potenciales nuevas búsquedas experimentales. En 2004, los términos que gobiernan violaciones de la simetría de Lorentz en espaciotiempo curvo fueron publicados,
de esta manera completando el cuadro del SME mínimo. En 1999, Sidney Coleman y Sheldon Glashow presentaron un límite isotrópico del SME.
Términos de altos órdenes han sido estudiados en varios contextos, incluyendo electrodinámica.

## Transformaciones de Lorentz: observador vs. partícula
La violación de la simetría de Lorentz implica diferencias observables entre dos sistemas que difieren solo por una transformación de Lorentz de la partícula. La distinción entre transformaciones del observador y la partícula es fundamental para comprender violación de Lorentz en física.
En relatividad especial, las transformaciones de Lorentz del observador relacionan mediciones hechas en sistemas de referencia que tienen diferentes velocidades y orientaciones. Las coordenadas en un sistema están relacionadas con las del otro sistema por transformaciones de Lorentz del observador -- una rotación, un boost o una combinación de ambos. Ambos observadores estarán de acuerdo en las leyes de la física, dado que este tipo de transformación es simplemente un cambio de coordenadas. Por otro lado, experimentos idénticos pueden ser rotados uno respecto al otro, mientras son estudiados por el mismo observador inercial. Estas transformaciones son llamadas transformaciones de Lorentz de la partícula, ya que materia y campos del experimento son físicamente transformados a una nueva configuración.
En un vacío convencional, transformaciones del observador y la partícula están relacionadas entre ellas ya que una es la transformación inversa de la otra. Esta equivalencia aparente es usualmente expresada usando la terminología de transformación pasiva y activa. la equivalencia deja de ser válida en teorías que violan Lorentz, porque campos externos fijos son la fuente de la ruptura de la simetría. Estos campos externos son cantidades tensoriales que crean direcciones privilegiadas. Los campos se extienden sobre todo el espacio y el tiempo y están esencialmente congelados. Cuando un experimento sensible a uno de estos campos externos es rotado, es decir se realiza una transformación de la partícula, los campos externos permanecen inafectados y efectos medibles son posibles aparecen. Simetría de Lorentz del observador es esperada para todas las teorías, incluyendo las que violan Lorentz, dado que un cambio en las coordenadas no puede afectar la física de un sistema. Esta invarianza es implementada en teorías de campo escribiendo un lagrangiano escalar, con índices de espaciotiempo propiamente contraídos. El rompimiento de la simetría de Lorentz de la partícula entra en la teoría cuando se incluyen los campos externos del SME que llenan el universo.

## Construcción el SME
El SME puede ser expresado como un lagrangiano con varios términos. cada término que viola Lorentz es un escalar ante transformaciones del observador que es construido contrayendo operadores de campo estándares con coeficientes controladores llamados coeficientes de violación de Lorentz. Nótese que éstos no son parámetros de la teoría ya que ellos pueden en principio ser medidos por experimentos apropiados. Se espera que los coeficientes sean pequeños debido a la supresión producida por la escala de Planck, lo que hace apropiado el uso de métodos perturbativos. En algunos casos otros efectos pueden introducir supresiones que pueden hacer invisible efectos debido a violaciones de gran magnitud. Por ejemplo, grandes violaciones que pueden existir en gravedad podrían haber permanecido indetectadas hasta ahora debido al acoplamiento con los débiles campos gravitacionales.
La estabilidad y causalidad de la teoría ha sido estudiada en detalle.

## Ruptura espontánea de la simetría de Lorentz
En teoría de campos existen dos posibles maneras de implementar el rompimiento de una simetría: explícita y espontánea. Uno de los resultados clave en la teoría formal de la violación de la simetría de Lorentz, publicado por Kostelecky en 2004, es que una violación de Lorentz explícita conduce a una incompatibilidad entre las identidades de Bianchi y las leyes covariantes de conservación de los tensores de energía-momentum y densidad de espín, mientras que el rompimiento espontáneo de la simetría evade esta dificultad.
Este teorema requiere cualquier violación de la simetría de Lorentz sea dinámica. Estudios formales de las posibles causas del rompimiento de la simetría de Lorentz incluye investigaciones acerca del destino de los modos de Nambu-Goldstone. El teorema de Goldstone implica que el rompimiento espontáneo de la simetría debe ser acompañado por bosones sin masa. Estos modos pueden ser identificados con el fotón,
el gravitón,
interacciones dependientes del espín,
e interacciones independientes del espín.

## Búsquedas experimentales
Las posibles señales de violación de la simetría de Lorentz en cualquier experimento pueden ser calculadas usando el SME. Estos ha probado que el SME es una herramienta notable en la búsqueda de violaciones de esta simetría a lo largo de la física experimental. Hasta la fecha, los resultados experimentales toman la forma de límites superiores para los coeficientes del SME. Dado que los resultados será numéricamente distintos en diferentes sistemas inerciales, el sistema estándar adoptado para reportar los resultados es un sistema centrado en el Sol. Dicho sistema una elección práctica y apropiada, dado que es accesible e inercial en una escala de tiempo de cientos de años.
Típicos experimentos buscan acoplamientos entre los campos externos y varias propiedades de las partículas como espín o dirección de propagación. Una de las señales clave de violación de Lorentz emerge en experimentos en la superficie terrestre, ya que se encuentran rotando y orbitando con respecto al sistema centrado en el Sol. Estos movimientos producen variaciones anuales y siderales de los acoplamientos con los coeficientes del SME. Dado que el movimiento traslacional de la Tierra en torno al Sol es no relativista, variaciones anuales son típicamente suprimidas por un factor 10−4. Esto convierte a las variaciones siderales el efecto dependiente del tiempo dominante a buscar en los datos experimentales.
Mediciones experimentales de los coeficientes del SME incluyen:
- doble refracción y dispersión de fuentes cosmológicas
- mediciones de comparación de relojes
- polarización de la radiación cósmica de microondas (CMB)
- experimentos en colisionadores
- cavidades electromagnéticas resonantes
- principio de equivalencia
- partículas de gauge y Higgs
- observaciones astrofísicas de altas energías
- test gravimétricos de gravedad
- interferometría de materia
- oscilaciones de neutrino con violación de Lorentz
- oscilaciones y decaimientos de mesones neutros K, B, D
- comparaciones partícula-antipartícula
- gravedad post-newtoniana en el Sistema Solar y más allá de este
- partículas de segunda y tercera generación
- space-based missions
- espectroscopia de hidrógeno y antihidrógeno
- materia polarizada

Todos los resultados experimentales están tabulados en Data Tables for Lorentz and CPT Violation.

## Artículos de divulgación acerca del SME
- The Search for Relativity Violations  by Alan Kostelecky, September 2004, Scientific American Magazine.
- Breaking Lorentz symmetry Archivado el 23 de enero de 2012 en Wayback Machine., Physics World, 10 de marzo de 2004.
- Fabric of the final frontier by Neil Russell, New Scientist Magazine issue 2408, 16 de agosto de 2003.
- New Ways Suggested to Probe Lorentz Violation, American Physical Society News, Junio de 2008.
- Is Special Relativity Wrong? by Phil Schewe and Ben Stein, AIP Physics News Update Number 712 #1, 13 de diciembre de 2004.
- Quantum gravity: Back to the future, Nature 427, 482-484 (5 de febrero de 2004).
- Catching relativity violations with atoms by Quentin G. Bailey, APS Viewpoint, Physics 2, 58 (2009).
- Lorentz symmetry stays intact Archivado el 1 de abril de 2012 en Wayback Machine., Physics World, 25 de febrero de 2003.
- Unification could be ripe for the picking Archivado el 27 de enero de 2012 en Wayback Machine., Physics World, 13 de enero de 2009.
- Special Relativity Reconsidered by Adrian Cho, Science, Vol. 307. no. 5711, p. 866, 11 de febrero de 2005.
- Lorentz Violations? Not Yet by Phil Schewe, James Riordon, and Ben Stein, Number 623 #2, 5 de febrero de 2003.
- Michelson–Morley experiment is best yet Archivado el 9 de noviembre de 2011 en Wayback Machine. by Hamish Johnston, Physics World, 14 de septiembre de 2009.
- Time Slows When You're on the Fly by Elizabeth Quill, Science, 13 de noviembre de 2007.
- Neutrinos: The key to a theory of everything by Marcus Chown, New Scientist Magazine issue 2615, 1 de agosto de 2007.
- Has time run out on Einstein's theory? Archivado el 28 de octubre de 2008 en Wayback Machine., CNN, 5 de junio de 2002.
- Was Einstein Wrong? Space Station Research May Find Out Archivado el 12 de marzo de 2021 en Wayback Machine., JPL News, 29 de mayo de 2002.
- Relativity: Testing times in space, Nature 416, 803-804, (25 de abril de 2002).
- IU Physicist offers foundation for uprooting a hallowed principle of physics, Indiana  University News Room, 5 de enero de 2009.
- Einstein's relativity survives neutrino test, Indiana University News Room, 15 de octubre de 2008.
- Antimatter and matter may have different properties, Indiana University News Room.
- Relativity violations may make light by Francis Reddy, Astronomy Magazine, 21 de junio de 2005.
- Peering Over Einstein's Shoulders by J.R. Minkel, Scientific American Magazine, 24 de junio de 2002.